# Műtrágyázás

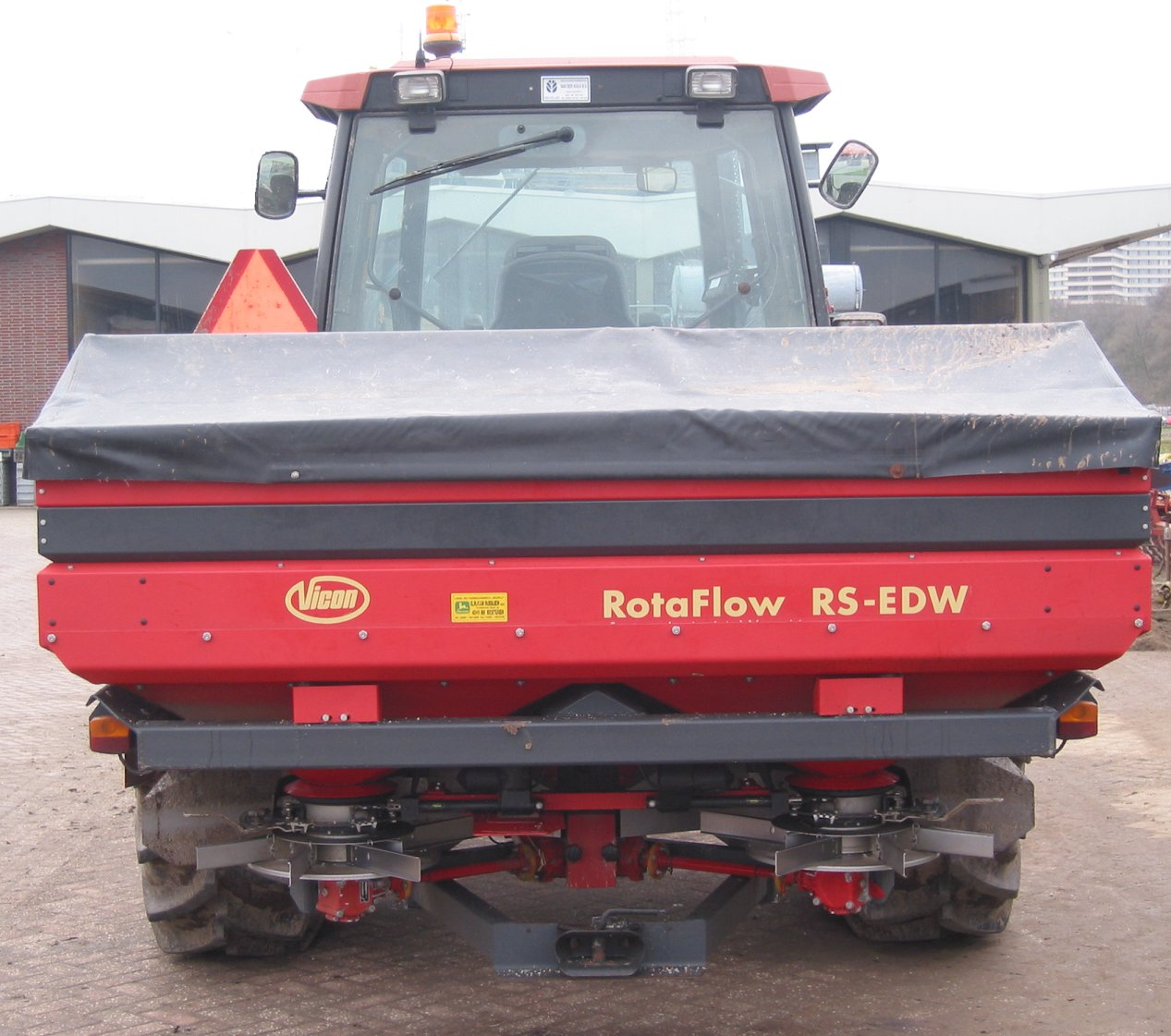
Vicon Rotaflow műtrágyaszóró

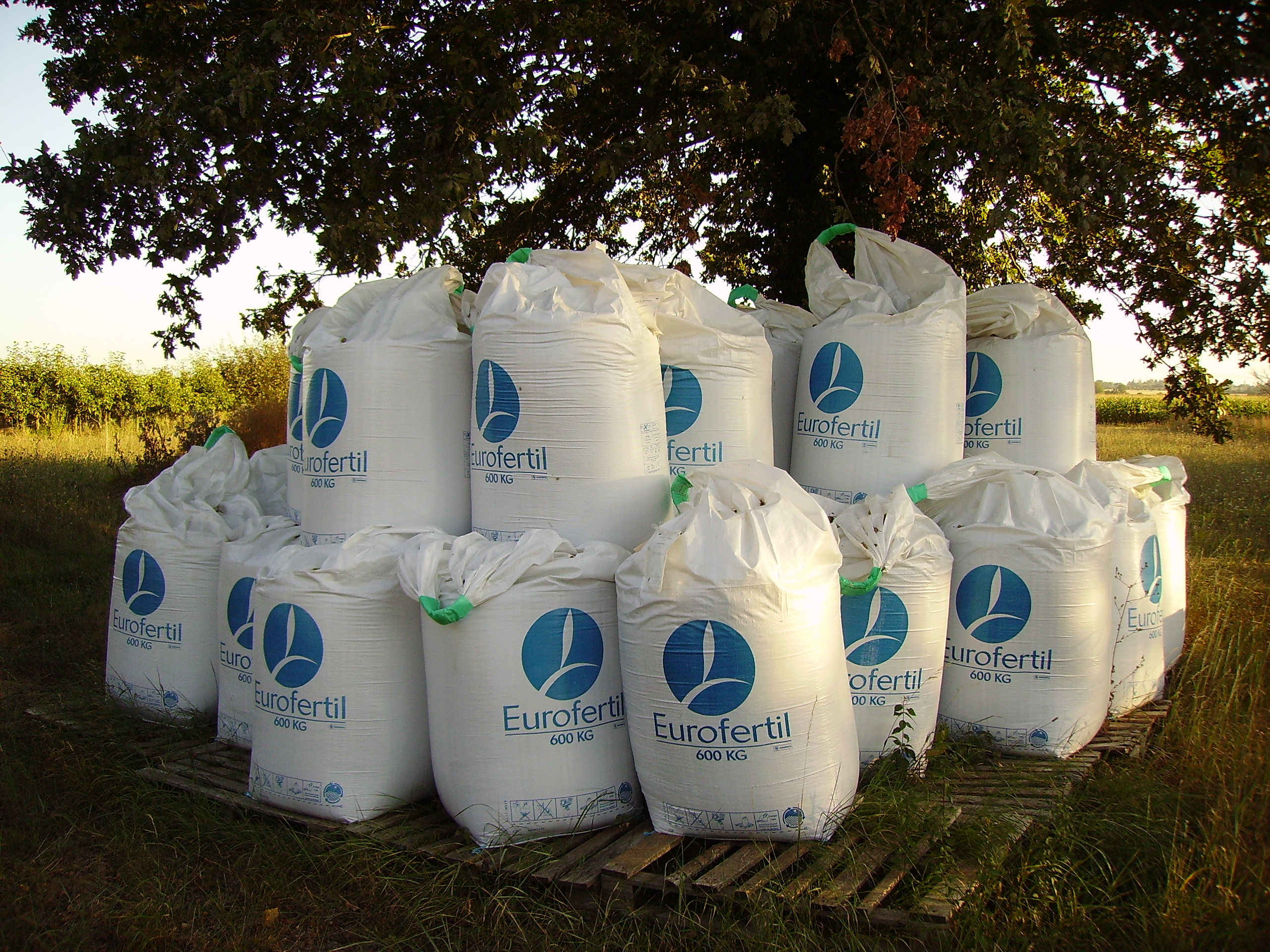
Műtrágya zsákokban

A környezetünkben a kultúrnövények betakarításának következtében a termőtalaj főleg nitrogén-, foszfor- és káliumvegyületekben szegényedik el. Ezeket a talajban pótolni kell, különben a talaj kimerül és nem ad elég termést. Ezeknek az elemeknek egy részét természetes trágyával lehet pótolni, de szükség van olyan mesterséges adalékanyagokra is, amelyek segítségével a hiányzó elemeket a megfelelő időben pótolni tudják. Ezt a folyamatot nevezzük műtrágyázásnak.
A műtrágyák a talajban keletkezett hiányokat pótló anyagok, amelyek segítik a növényzet fejlődését.

## A műtrágyázás hatásai
A köznyelvben gyakran keverik a műtrágyákat a növényvédő szerekkel. Azonban a műtrágya nem természetidegen anyag. A műtrágyázással olyan vegyi anyagok nem kerülnek a talajba, amik már eleve ne lennének jelen. Ugyanazon fontos tápionokat tartalmazza, melyeket a talaj- és a szerves trágyák is szolgáltatnak. Tehát megfelelően alkalmazva a műtrágyák csak minimális káros hatással vannak a környezetre nézve. Sőt, amennyiben ténylegesen a talaj hiányosságait pótolják, illetve a talajhibákat orvosolják (tápelem-arányok és aránytalanságok megszüntetése, túlzott savasság vagy lúgosság tompítása stb.), úgy alkalmazásukkal egészségesebb talaj, talajélet, növényzet, állati és emberi közösségek jöhetnek létre az addig terméketlen földeken. A megművelt területek megnövekedett termelékenysége lehetővé teszi az erdők és rétek természetes állapotban való megőrzését, nem kell újabb szűz területeket bevonni a mezőgazdaságba. Tehát a helyes elveken alapuló műtrágyázás jótékony hatással lehet a környezetre, ugyanis védi és javítja azt, hiszen a növényzet oxigéntermelésével hozzájárul a légkör fenntartásához, így csökkentve az üvegházhatást. A talaj szervesanyag-tartalma is megnövekszik a nagyobb mennyiségű tarló- és szármaradvány talajba jutása révén. A talajeróziót csökkenti az egészséges növényzet aktív gyökérzete révén, és a talajban természetesen előforduló, illetve kijuttatott tápanyagokat is jobban hasznosítja, korlátozva a tápanyagok talajmenti vizekbe jutását.

## A műtrágyázás szezonja
A nitrogéntartalmú műtrágyák fő szezonja a tavaszi időszak. Kisebb mennyiséget használnak ősszel a vetések alá alaptrágyaként, azonban a gondos gazdák a komposzt érleléséhez egész évben, ősszel pedig szalmás istállótrágya, zöldtrágya, illetve egyéb szerves anyag bedolgozásával egyidejűleg is alkalmazzák a humifikálódás elősegítésére.

## A műtrágyázás céljai
- proteintermelés
- szerves anyagok lebontása
- gátló anyagok lebontása
- gyökerek differenciálódása
- földszerkezet stabilizálás
- transzspirációs koefficiens csökkentése
- szénhidrátok termelése
- talaj termékenységének megőrzése

## A műtrágyázás nemkívánatos mellékhatásai
Ha több tápanyagot juttatunk be a talajba, mint amennyire a terménynek szüksége van (pl. egyenetlen kiszórás esetén), akkor jelentkezik mellékhatás. Tehát ha természetellenes formában, mennyiségben és arányban (pl. egy tápanyagból kevesebbet juttatunk ki, amely kiegyensúlyozatlan tápanyag-ellátást és a többi tápanyag gyengébb hasznosulását eredményezi) juttatjuk a talajba.
Az alapanyagként kibányászott foszfor kadmiumot és uránt is tartalmazhat, melynek káros hatásai lehetnek.

## A műtrágyázás végrehajtása
- alaptrágyázás
- starter trágyázás
- sortrágyázás
- fejtrágyázás
- fészektrágyázás
- levéltrágyázás

### Foszfor és kálium
Foszfor és kálium alaptrágyaként való felhasználása javasolt. Lehetőleg a gyökérzóna mélységébe kell bedolgozni a foszfort, mivel a talajban e tápanyag gyorsan megkötődik, és ezáltal abban a rétegben marad, amelybe került. A tavaszi kiegészítő viszonylag nagyobb arányú foszfor műtrágya elsősorban csak homokos területeken javasolt. Tavaszi vetésű növények alá ajánlatos indító (starter) műtrágyaként felhasználni nitrogén műtrágyával együtt. A kálium műtrágyát a foszfor műtrágyához hasonlóan alapműveléssel dolgozzuk be a talajba, így a kloridion (kálium-klorid esetén) tavaszra teljesen kilúgozódik. Homoktalajokon célszerűbb tavasszal kijuttatni, figyelembe véve a fiatal növények kloridérzékenységét.

## A legfontosabb műtrágyák
- nitrogén-műtrágyák: chilei salétrom, mészsalétrom, pétisó, ammónium-szulfát, karbamid
- foszfor-műtrágyák: szuperfoszfát, kalcium-foszfát
- kálium-műtrágyák: kálium-klorid, kálium-szulfát

## Leggyakoribb műtrágyák
Az egyik leggyakoribb műtrágya a kálium-nitrát. Nedves falfelületeken is megjelenik. Annak felismerését, hogy az oxidációt segíti, gyorsítja, ezen a természetes anyagon tették. Később nagy mennyiségben iparilag is előállították. A vegyület 13 tömegszázaléknyi nitrogént, és 44 tömegszázaléknyi káliumot tartalmaz.

## Műtrágyák tárolása
Az ammónium-nitrát alapú műtrágyákat – mivel veszélyt jelenthetnek a környezetre – a műtrágyaipar és a kapcsolódó szervezetek irányelveinek megfelelően kell tárolni. Így megelőzhetjük a felszíni vizek és a talajvíz nitráttal való szennyeződését.
Általában a 28%-nál alacsonyabb nitrogéntartalommal és 80%-nál kevesebb ammónium-nitrát (AN) tartalommal rendelkező műtrágyák veszélytelen anyagoknak minősülnek, általában nem gyúlékonyak és nem éghetőek szivarégés folyamán. Azonban a 28%-nál magasabb nitrogéntartalmú, ammónium-nitrát alapú műtrágyák erősen oxidatív hatásúak, melyek szemirritációt okozhatnak. Az ilyen műtrágyák tárolása során speciális biztonsági előírásokat kell betartani, és ezen anyagok a szállítás során veszélyesnek minősülnek (ADR).
A műtrágyák hőtől távol, és 32 °C-nál alacsonyabb hőmérsékleten tárolandók.
Ajánlott a megfelelő szellőzés és az elegendő biztonsági tér biztosítása a tető és a műtrágya rakat teteje között.
Érdemes a legkorábban betárolt műtrágyát felhasználni először, és naprakészen tartani a műtrágyakészlet nyilvántartását.
Az AN (ammónium-nitrát) alapú műtrágyákat a karbamidtól elkülönítve kell tárolni.

## Fordítás
Ez a szócikk részben vagy egészben  a   Fertilizer című angol Wikipédia-szócikk fordításán alapul.  Az eredeti cikk szerkesztőit annak laptörténete sorolja fel. Ez a jelzés csupán a megfogalmazás eredetét és a szerzői jogokat jelzi, nem szolgál a cikkben szereplő információk forrásmegjelöléseként.